# 염입본
염입본(閻立本, 601년 ~ 673년)은 당나라 초기의 화가이다. 당 고종 당시 공부상서(工部尙書) · 중서령(中書令) 등 고관을 역임했다. 제실의 선양(宣揚)을 위해서 그림을 그렸다. 고래의 권계주의(權戒主義) 전통을 이었다. 대표작 「역대제왕도권(歷代帝王圖卷)」.

## 같이 보기
- 중국의 미술
- 중국화 (회화)